# Croix d'honneur de Schwarzbourg
La Croix d'honneur de Schwarzbourg ou Croix d'honneur princière de Schwarzbourg est l'ordre de la maison des principautés de Schwarzbourg-Rudolstadt et de Schwarzbourg-Sondershausen. Elle est créée le 20 mai 1853 par le prince Frédéric-Gonthier de Schwarzbourg-Rudolstadt. À partir du 28 juin 1857, il est décerné en commun avec la maison princière de Schwarzbourg-Sondershausen.

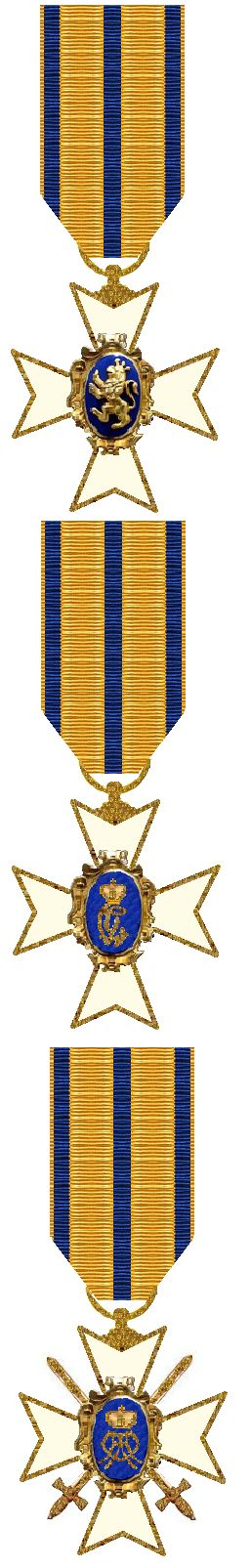
Croix d'honneur de 2e classe

## Classes de l'ordre
À l'origine, l'Ordre est créé en trois classes et est complété en 1873 par une 4e classe. En outre, une médaille du mérite à deux échelons est rattachée à l'Ordre.
- 1re classe
- 2e classe
- 3e classe
- 4e classe
  - Médaille d'honneur en or
  - Médaille d'honneur en argent

## Décoration de l'ordre
L'insigne de l'ordre est une croix à huit pointes, dorée et émaillée de blanc. Dans le médaillon ovale haut émaillé bleu foncé, on peut voir le lion doré de Schwarzbuorg tourné vers la gauche. Le médaillon est entouré d'ornements dorés. Au revers, sur un fond émaillé bleu foncé, on distingue les initiales entrelacées et surmontées d'une couronne du prince de la branche respective de la maison F G (Frédéric-Gonthier) pour Schwarzbourg-Rudolstadt et G F C (Gonthier-Frédéric-Charles) pour Schwarzbourg-Sondershausen.
Les croix des 3e et 4e classes sont en argent et seule la 3e classe est émaillée dans le médaillon. La croix de 4e classe n'utilise pas d'émail et les ornements sont sans dorure.
Pour les services rendus en temps de guerre, l'ordre des épées croisées par les angles de la croix est décerné.
La médaille ronde en argent ou dorée représente le lion de Schwartzbourg avec l'inscription FÜR TREUE UND VERDIENST. Sous le lion se trouvent deux branches de chêne liées au centre. Au revers, conformément à la lignée de la maison, les initiales couronnées déjà décrites ci-dessus.

## Port de la décoration
La première classe est portée en tant qu'ordre du cou. Toutes les autres classes ainsi que la médaille du mérite sont décorées d'un ruban jaune avec une bande centrale et latérale bleu ciel sur le côté gauche de la poitrine.